# Silo (serie televisiva)
Silo è una serie televisiva statunitense di fantascienza del 2023, creata da Graham Yost e basata sull'omonima serie di romanzi di Hugh Howey. Ambientata in un futuro distopico in cui una comunità vive in un gigantesco silo sotterraneo, ha come protagonista Rebecca Ferguson. Nel cast anche Rashida Jones, David Oyelowo, Common, Tim Robbins, Harriet Walter, Avi Nash, Rick Gomez e Chinaza Uche.
Annunciato nel 2012 come adattamento cinematografico, successivamente il progetto è stato accantonato in favore di una serie televisiva per Apple TV+, pubblicata dal 5 maggio 2023. La serie ha ricevuto recensioni positive dalla critica, in particolare per il worldbuilding, la scenografia e l'interpretazione di Ferguson. Nel giugno 2023 la serie è stata rinnovata per una seconda stagione di dieci episodi pubblicati settimanalmente a partire dal 15 novembre 2024. Nel dicembre 2024, la serie è stata rinnovata per una terza e una quarta stagione (che sarà l'ultima).

## Trama
In un futuro distopico diecimila persone vivono in un gigantesco silo sotterraneo che si estende per 144 piani, in una società vincolata da norme che credono destinate a proteggerle.

## Episodi
| Stagione         | Episodi | Pubblicazione USA | Pubblicazione Italia |
| ---------------- | ------- | ----------------- | -------------------- |
| Prima stagione   | 10      | 2023              | 2023                 |
| Seconda stagione | 10      | 2024-2025         | 2024-2025            |

## Personaggi e interpreti

### Personaggi principali
- Juliette Nichols (stagioni 1-2), interpretata da Rebecca Ferguson (adulta) e Amelie Child-Villiers (giovane), doppiata da Gaia Bolognesi.
Una meccanica che lavora ai generatori nei livelli più bassi del silo.
- Allison Becker (stagione 1), interpretata da Rashida Jones, doppiata da Stella Musy.
Lavora nel reparto informatico del silo ed è la moglie di Holston. Durante i loro tentativi di concepire un figlio, la donna diventa sospettosa sulla vera storia del silo e di come viene governato.
- Holston Becker (stagione 1), interpretato da David Oyelowo, doppiato da Fabrizio Vidale.
Marito di Allison e sceriffo del silo.
- Robert Sims (stagioni 1-2), interpretato da Common, doppiato da Carlo Scipioni.
Il capo della sicurezza dei Giudiziari. Viene nominato giudice alla morte di Mary Meadows.
- Bernard Holland (stagioni 1-2), interpretato da Tim Robbins, doppiato da Angelo Maggi.
Il severo capo del Dipartimento informatico del silo.
- Martha Walker (stagioni 1-2), interpretata da Harriet Walter, doppiata da Mirta Pepe.
Un'ingegnera elettrica che gestisce un'officina nei livelli inferiori del silo e funge da figura genitoriale per Juliette.
- Lukas Kyle (stagioni 1-2), interpretato da Avi Nash, doppiato da Lorenzo De Angelis.
Un analista di sistemi del Dipartimento informatico che è curioso del mondo esterno al silo.
- Patrick Kennedy (stagioni 1-2), interpretato da Rick Gomez.
Addetto alla manutenzione ed ex contrabbandiere di "reliquie", oggetti provenienti dal mondo precedente al silo.
- Paul Billings (stagioni 1-2), interpretato da Chinaza Uche.
Vicesceriffo ed ex agente giudiziario affetto dalla "sindrome", un disturbo clinico che causa tremori. Verrà promosso sceriffo dopo l'uscita di Nichols dal silo 18.
- Knox (stagioni 1-2), interpretato da Shane McRae (adulto) e Charlie Coombes (giovane).
Capo del Reparto Meccanico del silo.
- Shirley Campbell (stagioni 1-2), interpretata da Remmie Milner (adulta) e Ida Brooke (giovane).
Una meccanica collega di Juliette.
- Solo (stagione 2), vero nome Jimmy Conroy, interpretato da Steve Zahn.
Sopravvissuto del silo 17.

### Personaggi secondari
- Samuel "Sam" Marnes (stagione 1), interpretato da Will Patton, doppiato da Marco Mete.
Vicesceriffo, lavora a stretto contatto con lo sceriffo e con la sindaca Jahns.
- George Wilkins (stagione 1), interpretato da Ferdinand Kingsley.
Un esperto di computer che gestisce un negozio di riparazioni. Cerca l'aiuto di Allison per scoprire i segreti del silo.
- Hank (stagioni 1-2), interpretato da Billy Postlethwaite.
Un vicesceriffo che lavora nei livelli inferiori.
- Sandy (stagioni 1-2), interpretata da Chipo Chung.
Impiegata del dipartimento dello sceriffo.
- Terry Cooper (stagioni 1-2), interpretato da Matt Gomez Hidaka.
Un meccanico alle prime armi e apprendista di Juliette.
- Dottor Pete Nichols (stagioni 1-2), interpretato da Iain Glen, doppiato da Francesco Prando.
Ostetrico e padre di Juliette, da cui si è allontanato fin dall'adolescenza per poi riavvicinarsici.
- Kathleen Billings (stagioni 1-2), interpretata da Caitlin Zoz.
Moglie di Paul.
- Carla McLain (stagioni 2, guest. st. 1), interpretata da Clare Perkins.
L'ex moglie di Martha Walker che lavora nel Reparto Ricambi.
- Giudice Mary Meadows (stagioni 1-2), interpretata da Tanya Moodie.
Il capo del Reparto Giudiziario che fa rispettare il Patto, un elenco di regole che tutti i residenti di silo sono tenuti a seguire.
- Rick Amundsen (stagione 2, guest st. 1), interpretato da Christian Ochoa.
Incursore di alto rango, successivamente nominato capo della sicurezza giudiziaria.
- Camille Sims (stagione 2, guest st. 1), interpretata da Alexandria Riley.
Moglie di Robert ed ex incursora.
- Molly Karins (stagioni 1-2), interpretata da Angela Yeoh.
Una vicesceriffo dei livelli medi.
- Teddy (stagione 2), interpretato da Olatunji Ayofe.
Operaio del Reparto Meccanica.
- Diego (stagione 2), interpretato da Akie Kotabe.
Un operatore del centro operativo di spionaggio del silo.

### Guest
- Ruth Jahns (stagione 1), interpretata da Geraldine James, doppiata da Stefanella Marrama.
La sindaca del Silo.
- Gloria Hildebrandt (stagioni 1-2), interpretata da Sophie Thompson.
Una donna paranoica che è diventata consulente per la fertilità del silo dopo non essere riuscita a concepire un figlio.
- Hanna Nichols (stagione 1), interpretata da Sienna Guillory.
Medico, defunta madre di Juliette.
- Douglas Trumbull (stagione 1), interpretato da Henry Garrett.
Esecutore dei Giudiziari fedele a Sims.
- Regina Jackson (stagioni 1-2), interpretata da Sonita Henry.
Ex commerciante di reliquie ed ex amante di George.
- Danny Bly (stagione 1), interpretato da Will Merrick.
Un hacker.
- Sceriffo del silo 17 (stagione 2), interpretato da Ross McCall.
- Gladys (stagione 2), interpretata da Pippa Winslow.
Meccanica ai tempi dell'infanzia di Juliette.
- Mark Chambers (stagione 2), interpretato da George Robinson.
Responsabile del Reparto Produzione.
- Frances Boyer (stagione 2), interpretata da Sacharissa Claxton.
Nipote di Patrick Kennedy.
- Audrey (stagione 2), interpretata da Georgina Sadler.
Leader del gruppo di orfani del silo 17.
- Rick (stagione 2), interpretato da Orlando Norman.
Compagno di Audrey.
- Hope/"Tarma" (stagione 2), interpretata da Sara Hazemi.
Un'orfana del silo 17.
- Madre di Lukas Kyle (stagione 2), interpretata da Lolita Chakrabarti.

## Produzione

### Sviluppo
Il progetto è stato annunciato come lungometraggio della 20th Century Fox. L'11 maggio 2012 la casa di produzione ha avviato le trattative per l'acquisizione dell'e-book autopubblicato Wool di Hugh Howey e cinque giorni dopo ha acquisito i diritti per un film, con Ridley Scott e Steven Zaillian tra gli addetti alla produzione. Il 28 novembre è stato annunciato che J Blakeson era in trattative per scrivere e dirigere il film. Il 5 giugno 2015 è stato annunciato che Nicole Perlman avrebbe riscritto la sceneggiatura, mentre Blakeson non era più coinvolto nel progetto. Il film è stato infine accantonato in seguito all'acquisizione della 21st Century Fox da parte della Disney.
Il 30 luglio 2018 era in fase di sviluppo una nuova iterazione del progetto, stavolta per la rete televisiva AMC, con LaToya Morgan come sceneggiatrice. La serie è infine passata ad Apple TV+ il 20 maggio 2021, ricevendo un ordine di dieci episodi. Graham Yost ha sostituito Morgan come creatore e sceneggiatore, segnando la sua terza serie per Apple TV+. Morten Tyldum è stato incaricato della regia e della produzione esecutiva, mentre Yost è stato nominato showrunner. La serie è stata rinnovata per una seconda stagione nel giugno 2023. Nell'aprile 2024, Rebecca Ferguson ha dichiarato in un'intervista che stanno cercando di girare le stagioni 3 e 4 una dopo l'altra.

### Sceneggiatura
Oltre a Yost, Jessica Blaire, Cassie Pappas, Ingrid Escajeda, Remi Aubuchon, Aric Avelino, Jeffery Wang, Lekethia Dalcoe e Fred Golan hanno lavorato come sceneggiatori.

### Casting
Con l'annuncio dell'ordine della serie, è stata annunciata anche la scelta di Rebecca Ferguson come protagonista. Tim Robbins si è unito al cast nell'agosto del 2021, mentre Rashida Jones, David Oyelowo, Common, Harriet Walter, Avi Nash e Chinaza Uche si sono aggiunti nei mesi successivi.

### Riprese
Le riprese sono iniziate alla fine di agosto del 2021 nella cittadina inglese di Hoddesdon, nell'Hertfordshire, e si sono protratte fino al secondo trimestre del 2022. La fotografia è stata affidata a Mark Patten, David Luther e Laurie Rose. Gavin Bocquet ha curato la scenografia, incluso il design del silo. Il set principale è costituito da tre livelli di scale, arredate per rappresentare vari piani del silo.
Le riprese della seconda stagione sono iniziate a fine giugno 2023 presso gli Hoddesdon Studios, utilizzando lo stesso set della prima stagione. A luglio le riprese sono state sospese a causa dello sciopero degli attori indetto da SAG-AFTRA.

## Distribuzione
Silo ha avuto una proiezione speciale durante la sesta edizione del festival televisivo internazionale Canneseries il 14 aprile 2023. La serie televisiva ha debuttato su Apple TV+ il 5 maggio 2023 con i primi due episodi, per poi proseguire a cadenza settimanale fino al 30 giugno. La seconda stagione va in onda settimanalmente su Apple TV+ a partire dal 15 novembre 2024.

## Accoglienza
Il sito web aggregatore di recensioni Rotten Tomatoes ha riportato un indice di gradimento dell'88% con un voto medio di 7,6/10 basato su 68 recensioni di critici. Il consenso della critica del sito recita: "Con una scrittura abile, un design di produzione sorprendente e l'inestimabile potenza della star Rebecca Ferguson, Silo è una scatola misteriosa che vale la pena aprire". Metacritic, che utilizza una media ponderata, ha assegnato un punteggio di 75 su 100 sulla base di 20 recensioni critiche.
Richard Roeper del Chicago Sun-Times ha scritto che la serie "mantiene il nostro interesse con personaggi intriganti e colpi di scena efficaci", e ha notato come Silo "spazi tra una serie di generi, dal thriller cospirativo al commento sociale di ampio respiro, dal procedurale di polizia alla storia d'amore apocalittica". Lucy Mangan del Guardian ha affermato che "il worldbuilding è meticoloso" e "la storia è altrettanto avvincente". Richard Lawson di Vanity Fair ha trovato la serie una "prodezza di design produttivo", aggiungendo che "Ferguson – con tutta la sua severa autorità – conferisce alla serie una profondità necessaria". Anche Barry Hertz del Globe and Mail ha definito l'interpretazione della Ferguson una "prova di forza".
Al contrario, Brian Lowry della CNN ha criticato il ritmo lento e i personaggi non sempre incisivi. Daniel Fienberg dell'Hollywood Reporter ha lodato l'interpretazione di Ferguson, ma ha criticato la performance di Common, che ha definito "l'anello debole del cast".